# Unione internazionale di scienze geologiche
L'Unione internazionale di scienze geologiche (sigla IUGS, dall'inglese International Union of Geological Sciences) è un'organizzazione non governativa internazionale, rivolta alla collaborazione internazionale nel campo della geologia, fondata nel 1961, attualmente incoraggiante lo studio e la cooperazione nelle discipline geologiche.